# 東京消防庁第四消防方面本部
東京消防庁第四消防方面本部（とうきょうしょうぼうちょうだいよんしょうぼうほうめんほんぶ）は、東京消防庁の内局で、東京都の新宿区、中野区及び杉並区の消防業務を担当する。

## 概要
- 新宿消防署と杉並消防署には特別救助隊が設置されている。また、管内には特別消火中隊7隊が設置されている。
- 早稲田通りや明治通りといった学生街や高田馬場駅も近くにある。
- 消防方面本部には、方面指揮隊が配置されており、方面内で発生した様々な災害に出場し、所轄指揮隊の支援活動や、指揮の統制を行う。

## 所在地
新宿区大久保3丁目14番26号(新宿消防署戸塚出張所内)

## 管轄消防署
第四消防方面本部には7の消防署、23の出張所がある。

### 四谷消防署

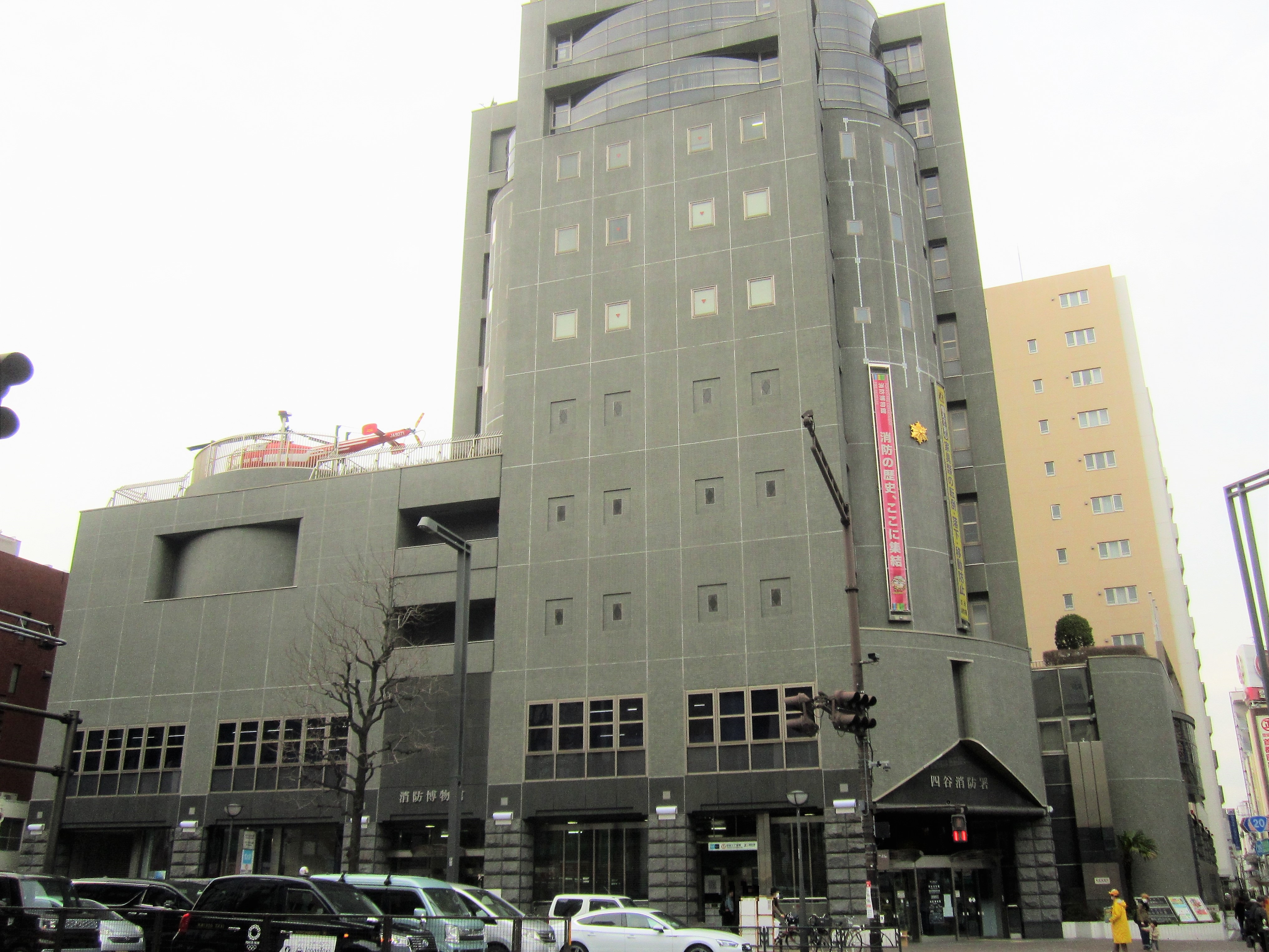
四谷消防署（消防博物館が併設されている）

- 本署 新宿区四谷3-10
  - 新宿御苑出張所 新宿区新宿1-8-3

### 牛込消防署
- 本署 新宿区築土八幡町5-16
  - 早稲田出張所 新宿区早稲田鶴巻町504-6

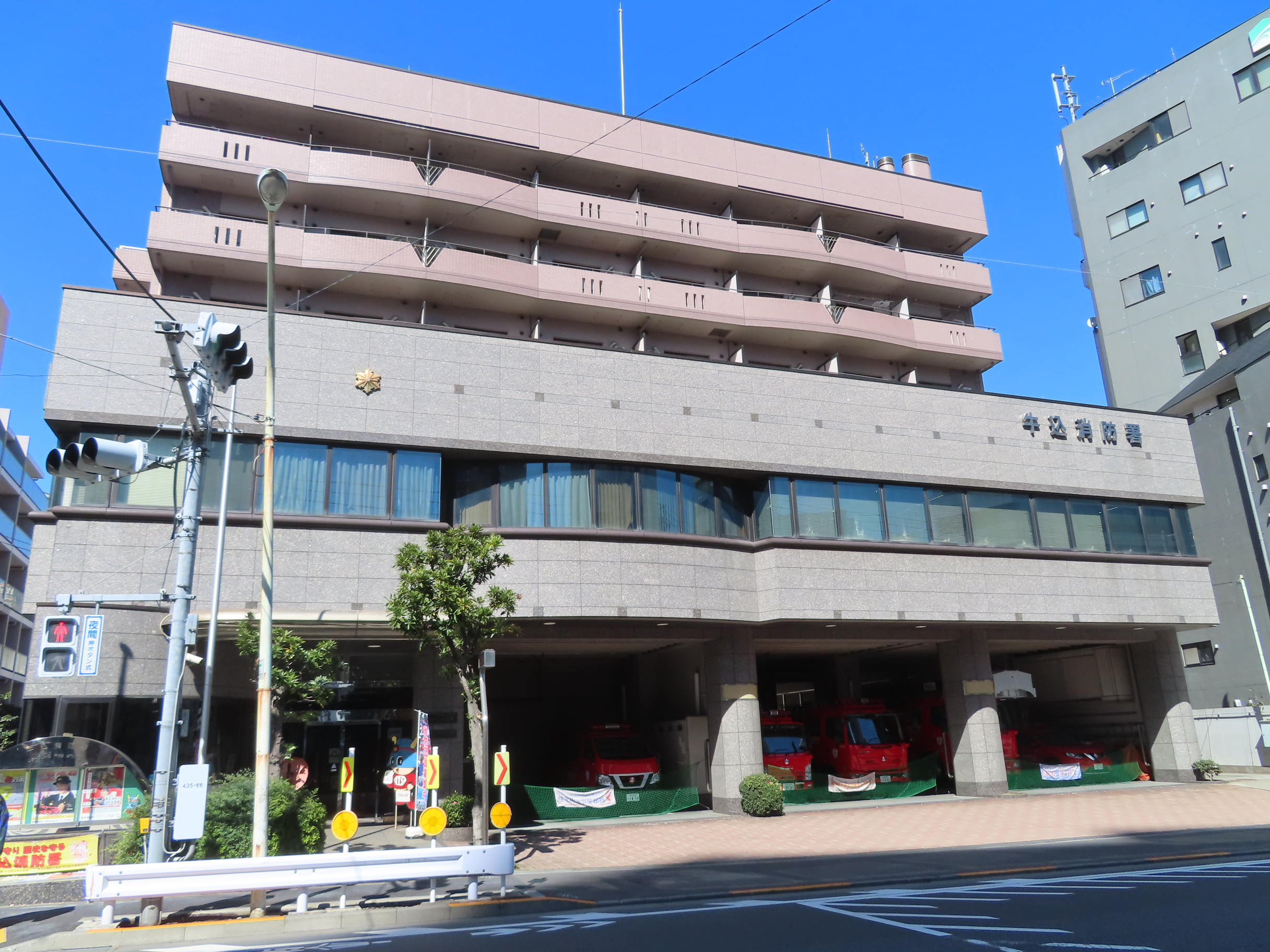
牛込消防署

### 新宿消防署

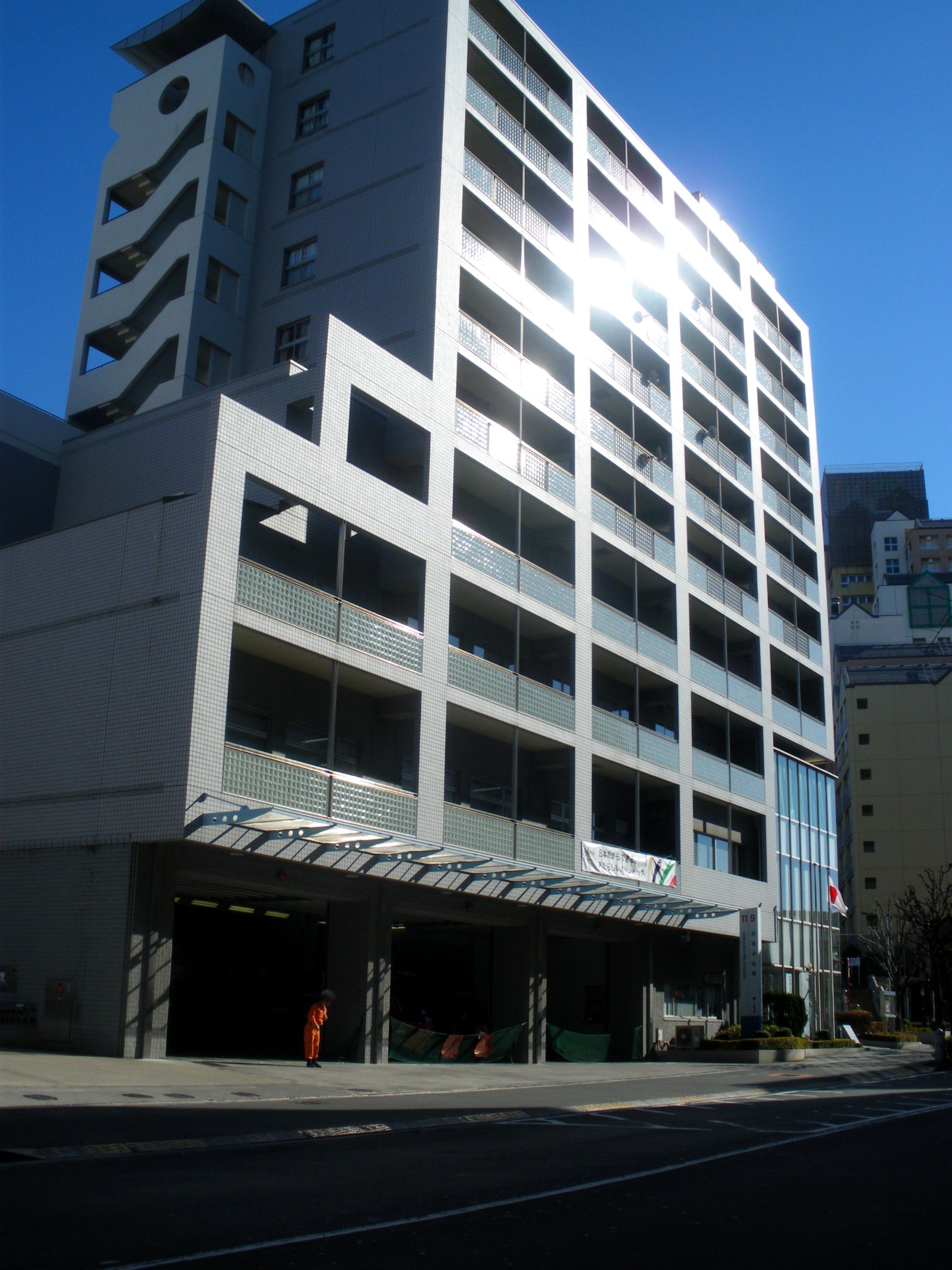
新宿消防署

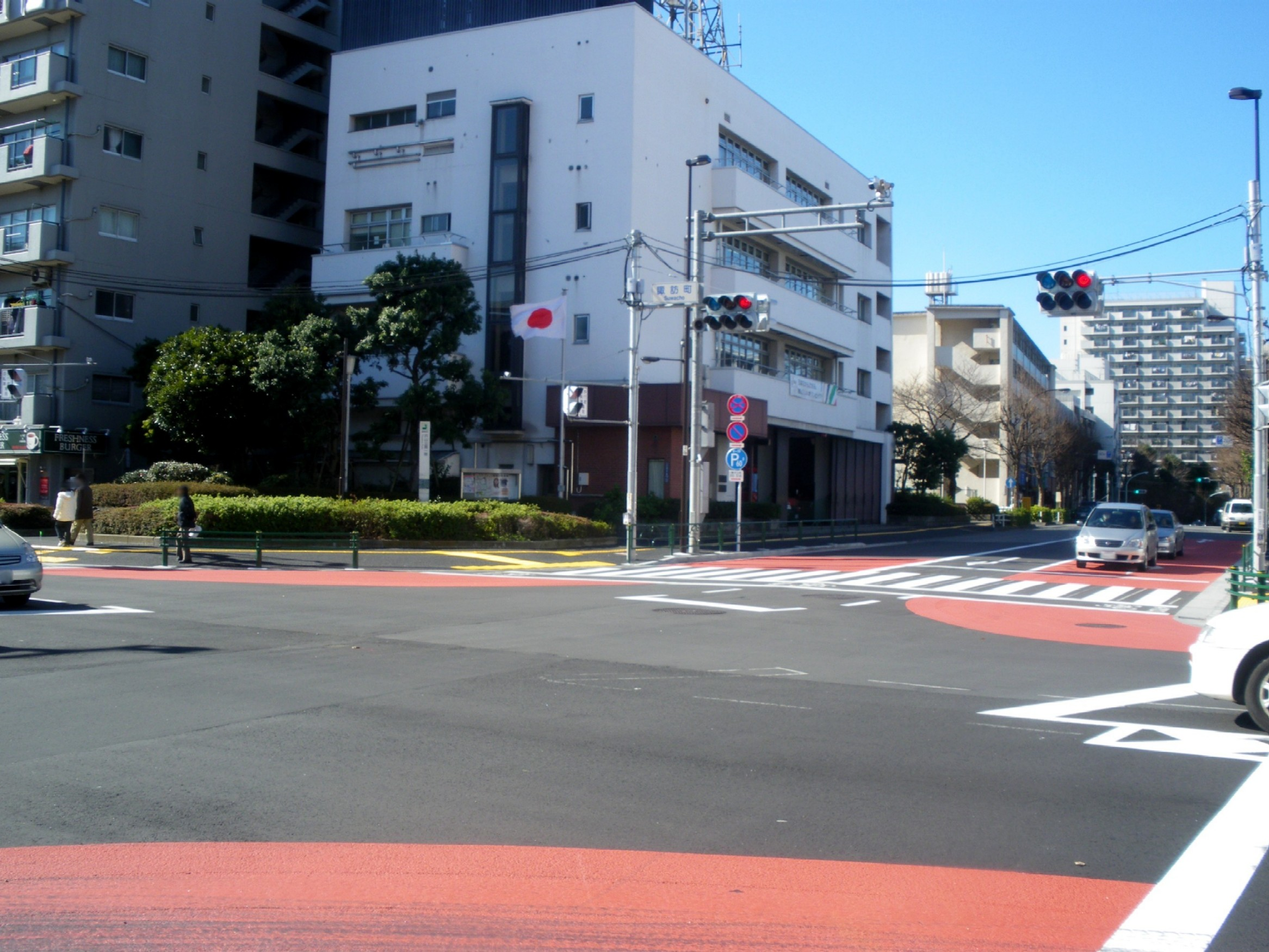
戸塚出張所

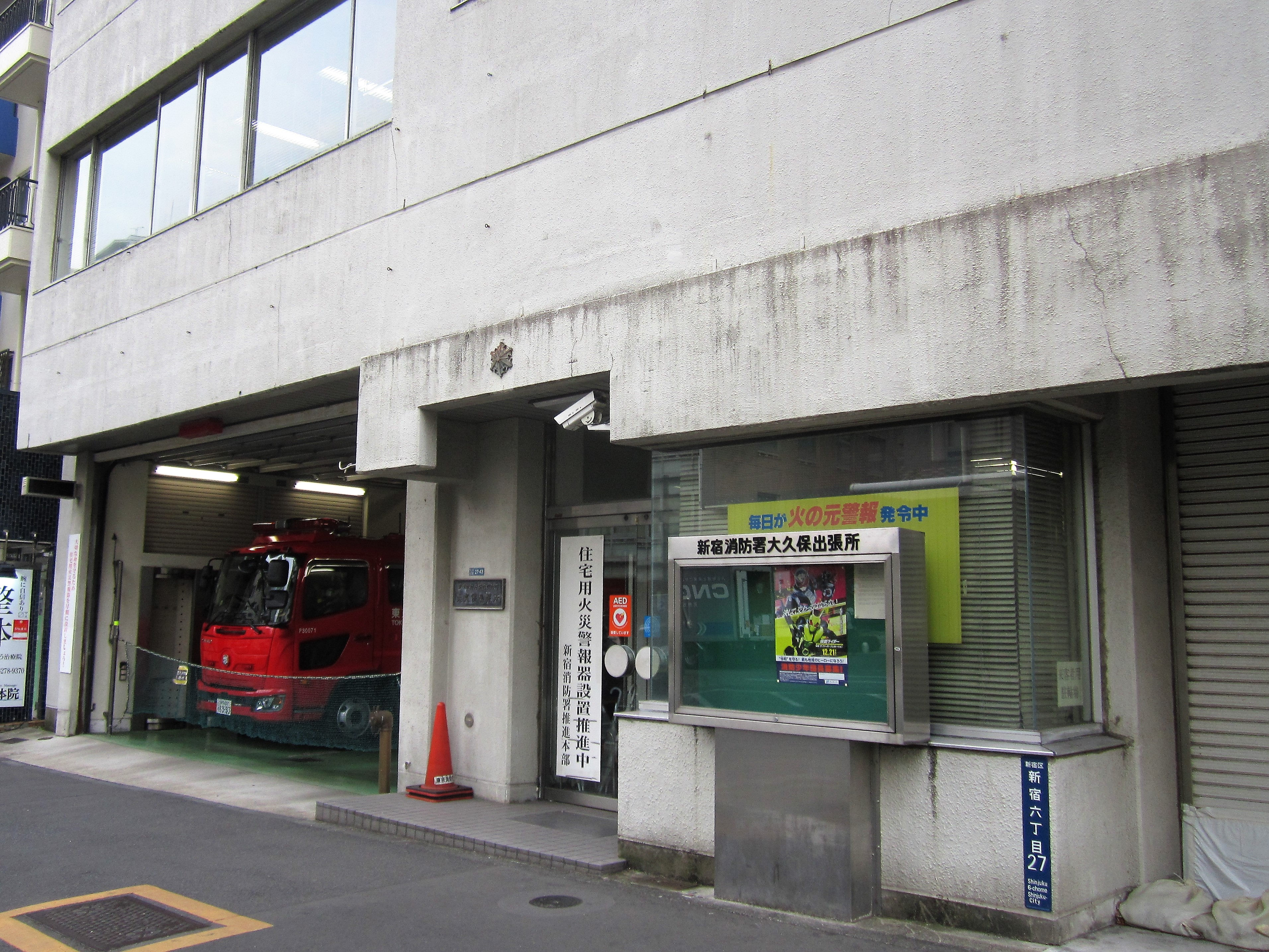
大久保出張所

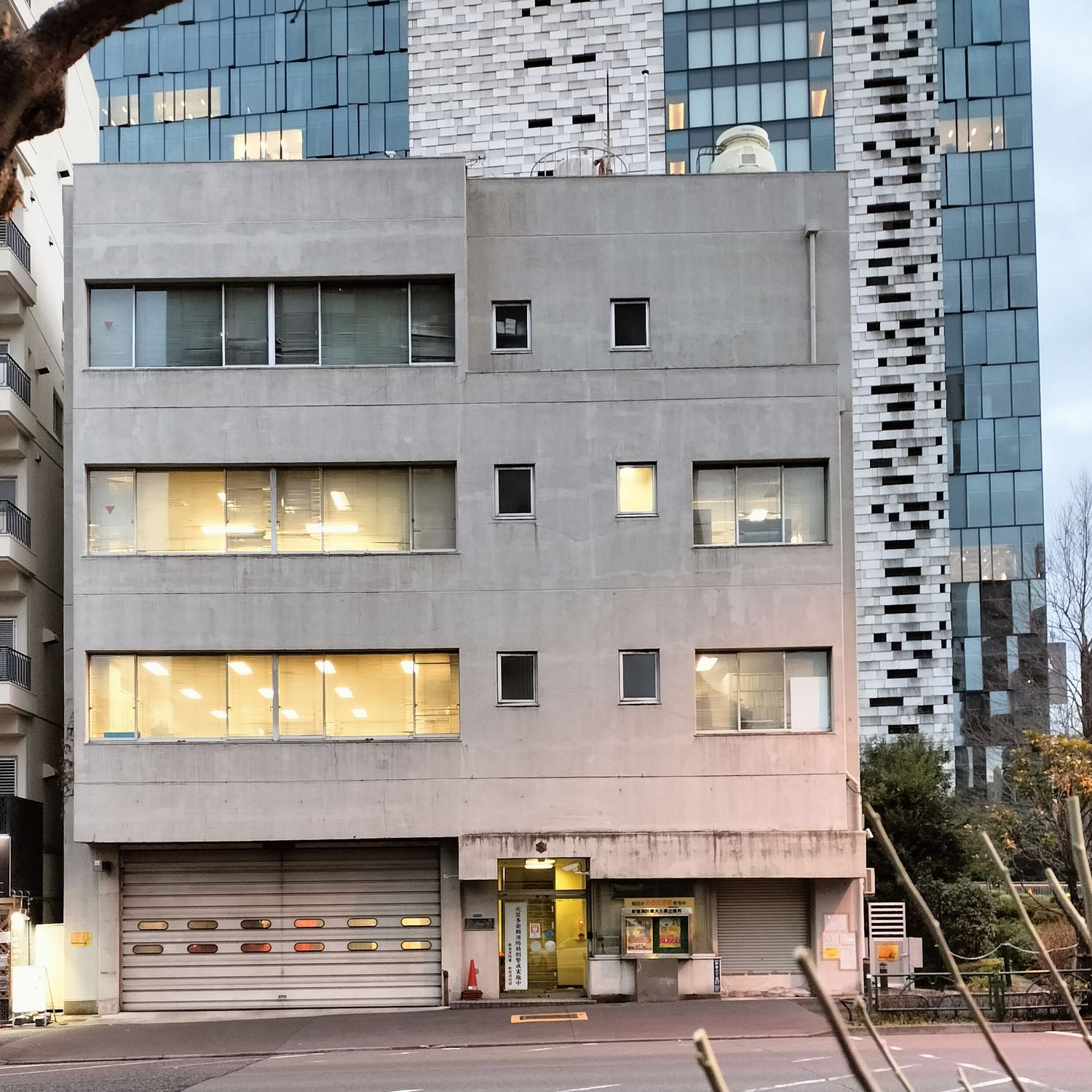
大久保出張所。後方は新宿イーストサイドスクエア

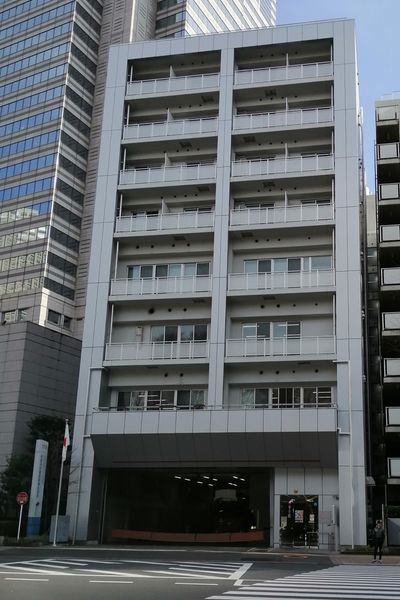
西新宿出張所。左は新宿パークタワー

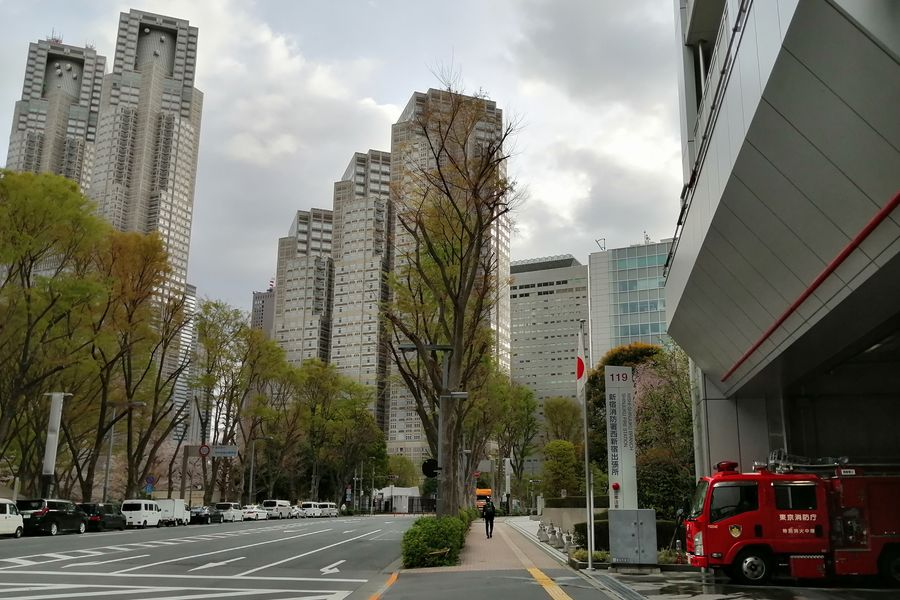
西新宿出張所は都庁からほど近い場所にある

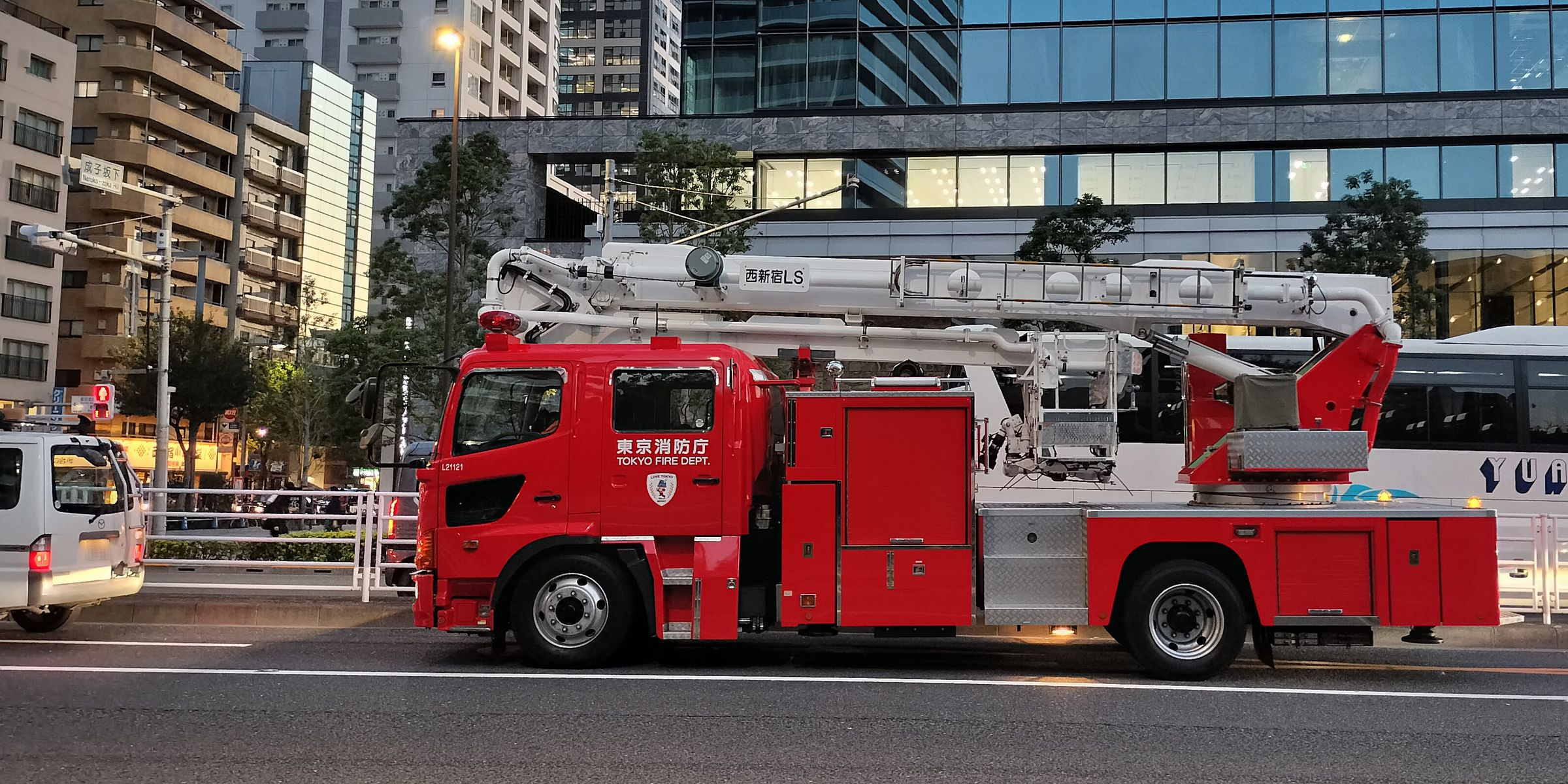
西新宿出張所の車両

- 本署 新宿区百人町3-29-4
  - 落合出張所 新宿区中落合3-7-1
  - 戸塚出張所 新宿区大久保3-14-26
  - 大久保出張所 新宿区新宿6-27-43
  - 西新宿出張所 新宿区西新宿3-7-38

### 中野消防署

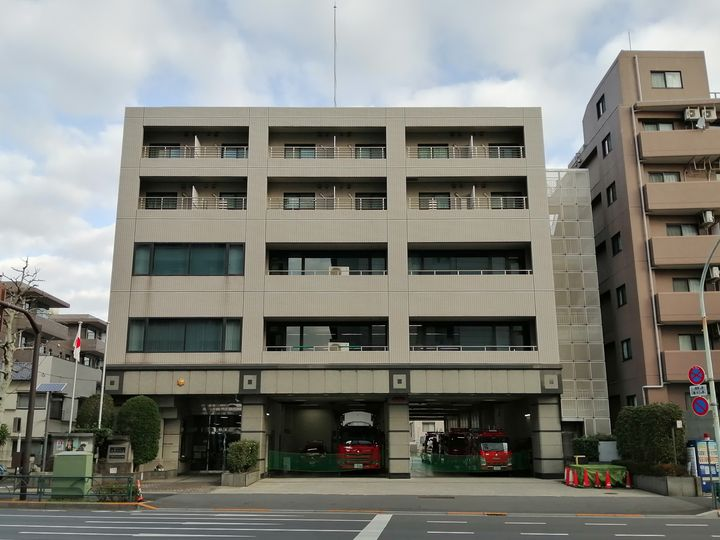
中野消防署

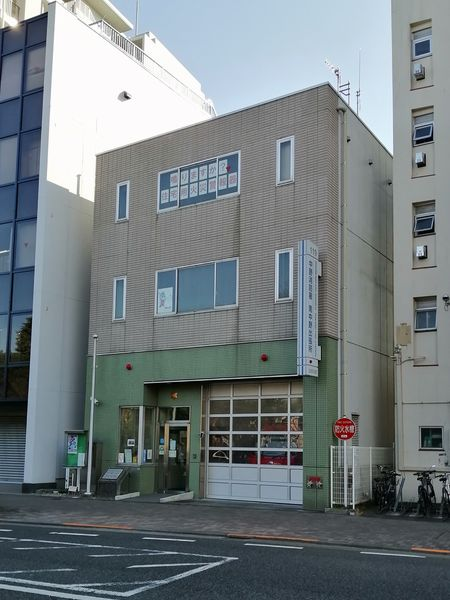
南中野出張所

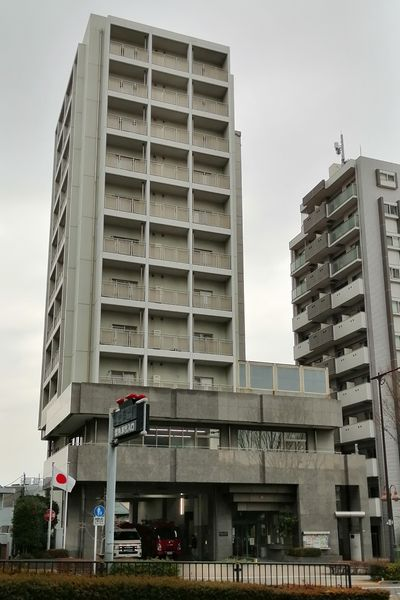
宮園出張所

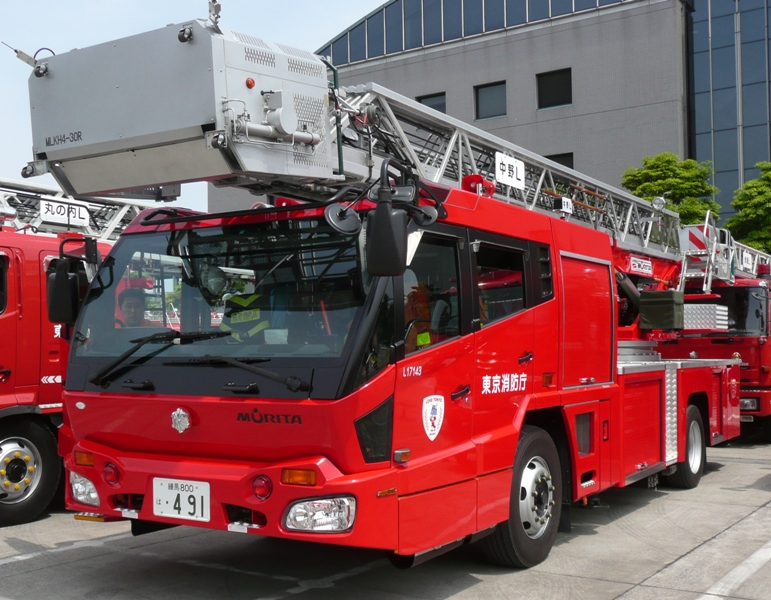
中野消防署の車両

- 本署 中野区中央3-25-3
  - 南中野出張所 中野区南台2-47-8
  - 宮園出張所 中野区中央2-18-24
  - 東中野出張所 中野区上高田1-1-7

### 野方消防署

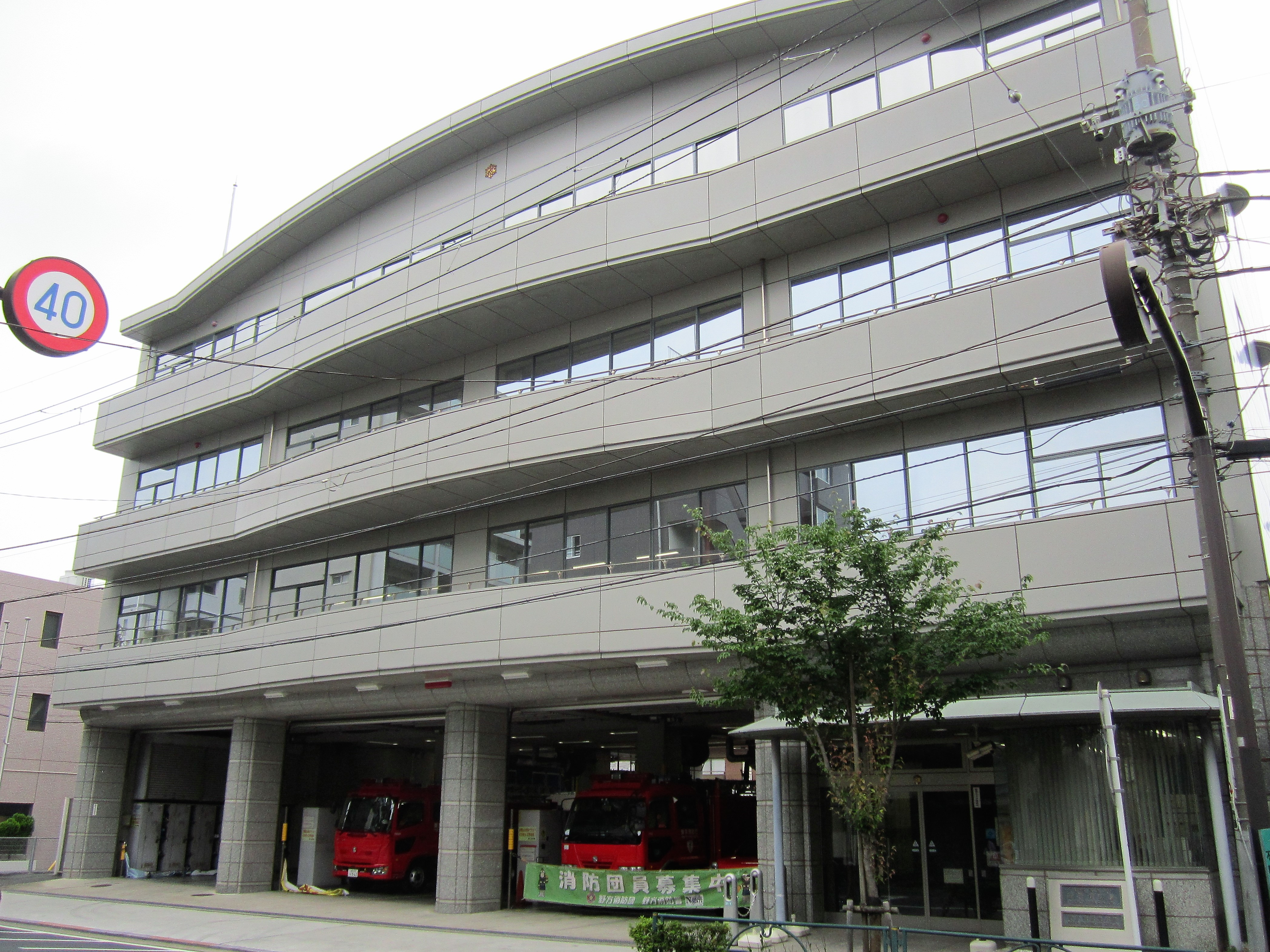
野方消防署

- 本署 中野区丸山2-21-1
  - 大和出張所 中野区大和町2-2-15
  - 鷺宮出張所 中野区鷺宮5-24-25
  - 江古田出張所 中野区江古田2-2-7

### 杉並消防署
- 本署 杉並区阿佐谷南3-4-3
  - 阿佐ヶ谷出張所 杉並区阿佐谷北4-29-10
  - 高円寺出張所 杉並区高円寺南5-33-8
  - 馬橋出張所 杉並区高円寺南3-8-1
  - 高井戸出張所 杉並区高井戸東3-32-2
  - 永福出張所 杉並区下高井戸2-21-37
  - 堀ノ内出張所 杉並区堀ノ内2-12-17

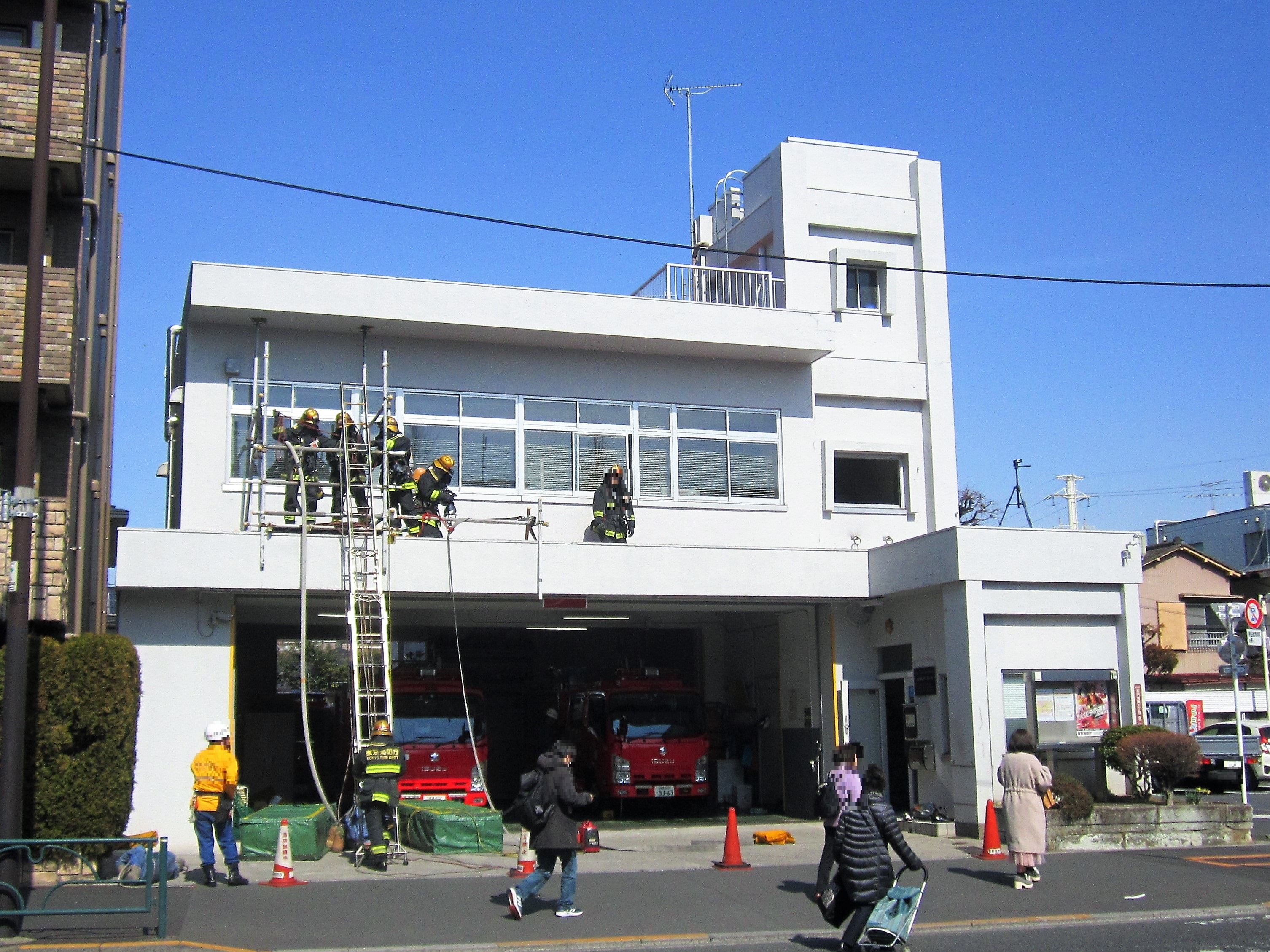
馬橋出張所

### 荻窪消防署
- 本署 杉並区桃井3-4-1
  - 西荻出張所 杉並区西荻南2-2-4
  - 久我山出張所 杉並区久我山2-11-7
  - 天沼出張所 杉並区天沼1-46-4
  - 下井草出張所 杉並区下井草3-30-10

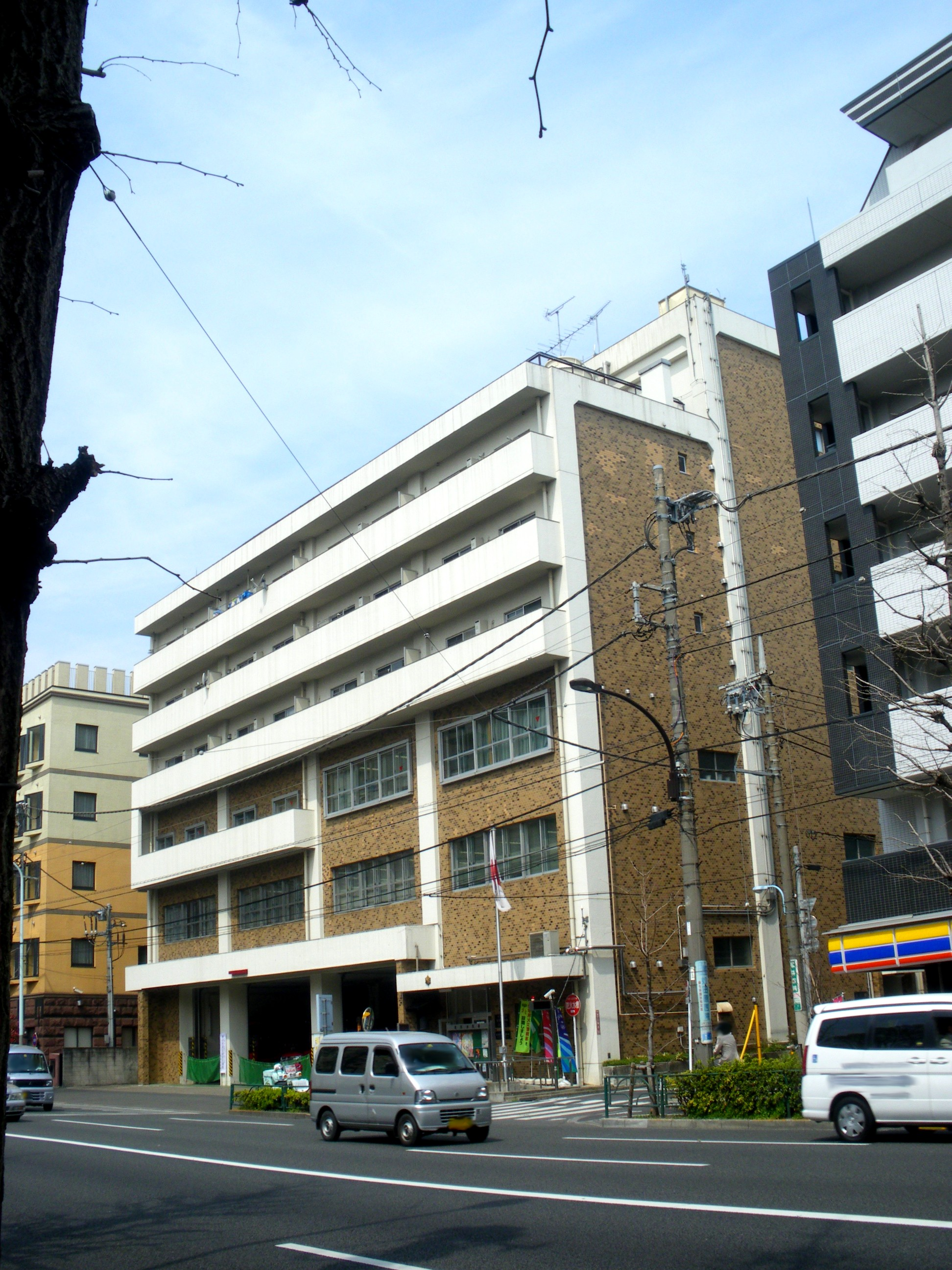
荻窪消防署

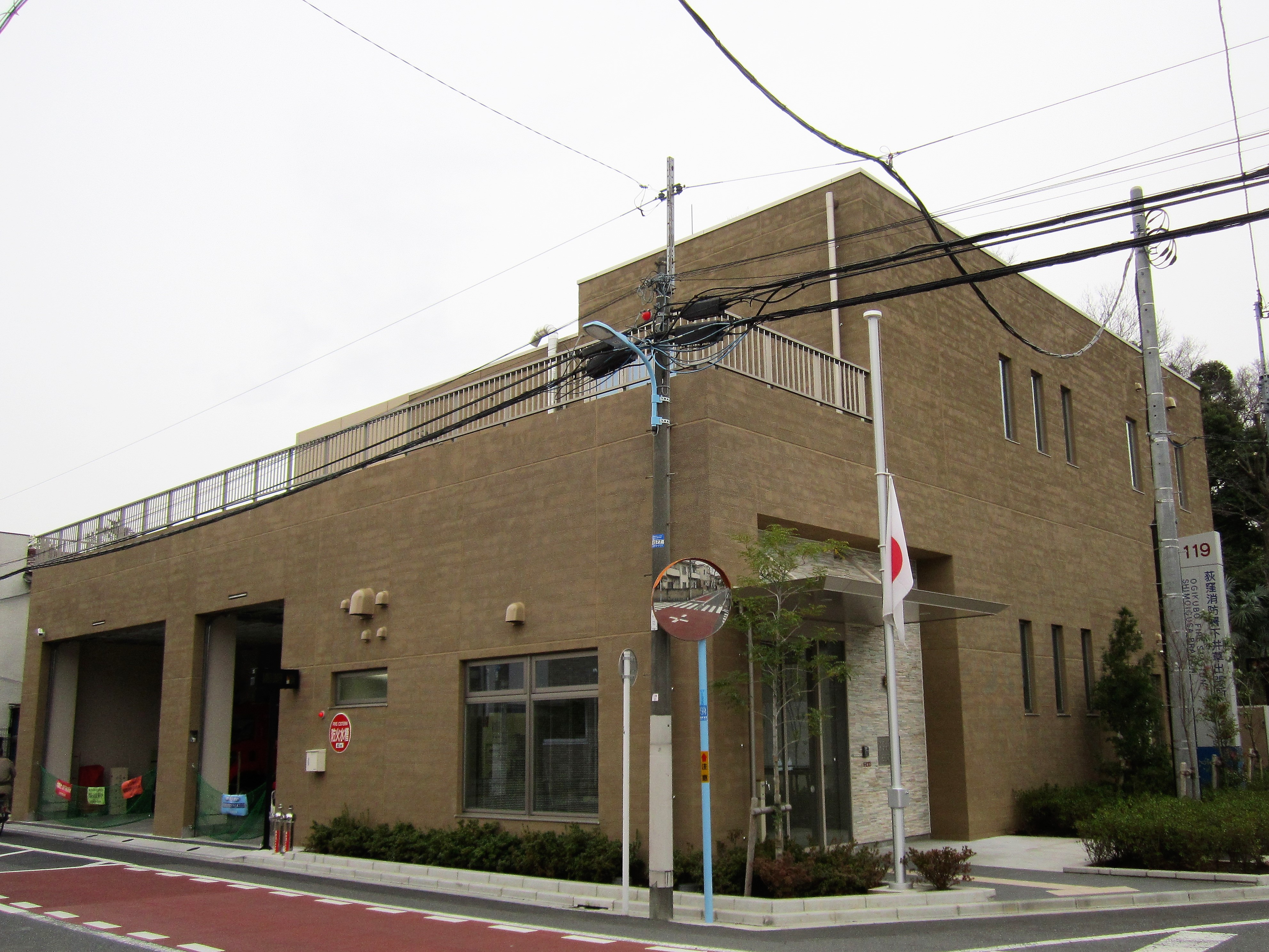
下井草出張所

## 出来事
- 2020年3月、パワハラにより部下の消防司令が自殺したとして、元牛込署長の消防監が懲戒処分となった。同消防監は依願退職した。この問題は地方公務員災害補償基金により公務災害に認定された。[1]

- 2022年11月22日、野方署の消防士が特殊詐欺事件に関与したとして逮捕された。寮を調べると高齢者の名簿が見つかった。中野区が野方署に提供した名簿をこの消防士が持ち出した可能性がある。[2]

- 2023年8月16日昼頃、練馬区豊玉中にて、練馬署の消防車と中野署東中野出張所の救急車が衝突した。両者とも緊急走行中であった。[3]

- 2024年5月3日、牛込署の消防副士長が、迷惑防止条例違反の容疑で神奈川県警大和署に逮捕された。同月2日夜に小田急線の車内で下半身を女性2人に向けて露出した容疑がある。同副士長は「故意ではない」と否認している。[4]

- 2024年9月6日、中野署の消防士が暴行の容疑で逮捕された。6日未明、新宿区歌舞伎町の路上で、男女2人に対して暴行を加えた容疑がある。同消防士は友人数人と食事をした後に、被害者のグループと口論になったという。[5]

### 隣接地区
- 東京消防庁第一消防方面本部 - 東
- 東京消防庁第三消防方面本部 - 南
- 東京消防庁第五消防方面本部 - 北東
- 東京消防庁第八消防方面本部 - 西
- 東京消防庁第十消防方面本部 - 北

### その他
- 歌舞伎町ビル火災